# Quần yoga
Quần yoga là loại quần bó sát được thiết kế dành riêng cho việc tập luyện bộ môn yoga. Loại quần này được công ty chuyên về quần yoga Lululemon bán lần đầu tiên vào năm 1998. Quần yoga làm bằng vải chuyên dụng, ban đầu được cấu thành từ hỗn hợp nylon và lycra. Tuy nhiên, càng về sau thì quần yoga được may bằng nhiều loại vải chuyên dụng hơn, chúng có tính năng thấm ẩm, nén chặt và giảm thiểu mùi hôi.
Việc bộ môn yoga ngày càng phổ biến đã dẫn đến mức tiêu thụ quần yoga trên thị trường cũng gia tăng theo. Bên cạnh việc sử dụng với mục đích chính là tập luyện yoga, loại quần này đang càng ngày càng trở nên phổ biến do nhiều phụ nữ thích sử dụng chúng làm trang phục hàng ngày. Xu hướng dài lâu của việc mua sắm quần yoga nói riêng và loại quần athleisure nói chung trên thực tế đã đe dọa doanh số bán quần jeans truyền thống. Tại Hoa Kỳ, việc mặc quần yoga ngoài việc dùng cho tập thể dục đã gây ra tranh cãi, nhất là việc mặc chúng trong trường học được các nữ sinh ưa chuộng. Doanh số bán quần yoga tăng một cách nhanh chóng, đạt khoảng 31 tỷ đô la Mỹ theo số liệu năm 2018.